# Flag (Johns)
Pour les articles homonymes, voir Flag.
 (juin 2017).
Si vous disposez d'ouvrages ou d'articles de référence ou si vous connaissez des sites web de qualité traitant du thème abordé ici, merci de compléter l'article en donnant les références utiles à sa vérifiabilité et en les liant à la section « Notes et références ».
Flag est une peinture à l'encaustique créé vers 1954 par Jasper Johns. 
C'est une peinture à l'encaustique en couleurs inspirée du pop art. Elle exprime "un mélange expressionniste des coups de pinceaux, gestes libres et gestes contraints de la représentation. Le peintre a voulu mettre en avant la lisière entre l’abstrait et l’illustratif. Cette nouvelle génération d’artistes, dont Jasper Johns appartient, ne croit plus à l’autonomie de la peinture mais à la prévalence du geste au détriment de l’acte créateur[réf. souhaitée]."
Elle est actuellement conservée au Museum of Modern Art.